# Mudo
Mudo is een bestuurslaag in het regentschap Muaro Jambi van de provincie Jambi, Indonesië. Mudo telt 705 inwoners (volkstelling 2010).